# Herb Mszany Dolnej
Herb Mszany Dolnej – jeden z symboli miasta Mszana Dolna w postaci herbu.

## Wygląd i symbolika
Herb przedstawia na tarczy czwórdzielnej w krzyż: w polu I błękitnym – trzy złote korony, w układzie 2/1, w polu II białym – fragment czerwonego ceglanego muru, w polu III czerwonym – koronowanego białego orła, w polu IV błękitnym – białego baranka.
Trzy korony (zwane też mitrami) mają oznaczać, że Mszana powstała na dobrach kościelnych, zakonnych i na początku (w 1308) należały do Cystersów. Fragment muru oznacza, że była grodem otoczonym murem. Orzeł w herbie oznacza, że należała do majątku królewskiego (od XII w. do 1796). Baranek (kiedyś trzy baranki) zaś oznacza, że poszerzyła swoje posiadłości miejskie o pastwiska i polany leśne.

## Historia
Herb wzorowany na herbie Galicji z 1782 r. W czasach zaborów był to herb gminy Mszana Dolna. Herb przyjęty w 1952 r. jest niezgodny z normami heraldycznymi ponieważ w jednym z pól znajduje się Godło Polski.